# Ideoblothrus carinatus
Ideoblothrus carinatus är en spindeldjursart som först beskrevs av Clarence Clayton Hoff 1964.  Ideoblothrus carinatus ingår i släktet Ideoblothrus och familjen spinnklokrypare. Inga underarter finns listade i Catalogue of Life.